# Bounce Tour
Bounce Tour fue una gira de conciertos de la banda de rock estadounidense Bon Jovi.

## El Show
El conjunto de las canciones es muy variado entre los conciertos, así que después de cada show de su lista que fue publicada en la página web oficial. La mayoría de conciertos se inició con la canción "Bounce" del registro de rebote seguido por "You Give amor un mal nombre". "Raise Your Hands" fue casi siempre jugó como el final antes de bises. El último concierto de la gira en el Giants Stadium de Nueva Jersey. La banda se sabe que juega setlists extremadamente largos, algunos de ellos corriendo casi tres horas, un total aproximado de 25 canciones, incluyendo bises que a veces había hasta cuatro canciones

## Fechas

### Parte 1: Japón 2003
- 01/08/2003  Sapporo Dome - Sapporo, Japón
- 01/11/2003  Osaka Dome - Osaka, Japón
- 01/12/2003  Osaka Dome - Osaka, Japón
- 01/14/2003  Fukuoka Dome - Fukuoka, Japón
- 01/16/2003  Tokyo Dome - Tokio, Japón
- 01/17/2003  Tokyo Dome - Tokio, Japón
- 01/19/2003  Yokohama Stadium - Yokohama, Japón
- 01/21/2003  Nagoya Dome - Nagoya, Japón

### Parte 2: Norteamérica
- 08/02/2003  Bryce Jordan Center - University Park, Illinois, USA
- 10/02/2003  Continental Airlines Arena - East Rutherford, New Jersey, USA
- 11/02/2003  Continental Airlines Arena - East Rutherford, New Jersey, USA
- 13/02/2003  Philips Arena - Atlanta, Georgia, USA
- 14/02/2003  Gaylord Entertainment Center - Nashville, Tennessee, USA
- 16/02/2003  Nationwide Arena - Columbus, Ohio, USA
- 18/02/2003  Palace of Auburn Hills - Detroit, Míchigan, USA
- 20/02/2003  Air Canada Centre - Toronto, Ontario, Canadá
- 21/02/2003  Bell Center - Montreal, Quebec, Canadá
- 23/02/2003  Boardwalk Hall - Atlantic City, New Jersey, USA
- 25/02/2003  Xcel Center - Minneapolis, Minnesota, USA
- 27/02/2003  Bradley Center - Milwaukee, Wisconsin, USA
- 01/03/2003  United Center - Chicago, Illinois, USA
- 03/03/2003  Pepsi Arena - Albany, New York, USA
- 04/03/2003  FleetCenter - Boston, Massachusetts, USA
- 06/03/2003  Mohegan Sun Arena - Uncasville, Connecticut, USA
- 07/03/2003  First Union Center - Filadelfia (Pensilvania, EE. UU.)
- 09/03/2003  MCI Center - Washington, USA
- 12/03/2003  Houston Rodeo - Houston, Texas, USA
- 14/03/2003  Office Depot Center - Fort Lauderdale, Florida, USA
- 15/03/2003  St. Pete Times Forum - Tampa, Florida, USA
- 19/03/2003  American Airlines Center - Dallas, Texas, USA
- 21/03/2003  RBC Center - Raleigh, North Carolina, USA
- 22/03/2003  Charlotte Coliseum - Charlotte, North Carolina, USA
- 24/03/2003  Mellon Arena - Pittsburgh, Pennsylvania, USA
- 27/03/2003  HSBC Arena - Buffalo, New York, USA
- 29/03/2003  Kohl Center - Madison, Wisconsin, USA
- 31/03/2003  Gund Arena - Cleveland, Ohio, USA
- 03/04/2003  Pepsi Center - Denver, Colorado, USA
- 05/04/2003  Delta Center - Salt Lake City, Utah, USA
- 07/04/2003  America West Arena - Phoenix, Arizona, USA
- 09/04/2003  Staples Center - Los Ángeles, California, USA
- 10/04/2003  Arrowhead Pond of Anaheim - Anaheim, California, USA
- 12/04/2003  Compaq Center - San Jose, California, USA
- 14/04/2003  Rose Garden - Portland, Oregon, USA
- 15/04/2003  KeyArena - Seattle, Washington, USA
- 17/04/2003  Arco Arena - Sacramento, California, USA
- 19/04/2003  Mandalay Bay - Las Vegas, Nevada, USA

### Parte 3: Europa 2003
| Date    | City          | Country        | Venue                     |
| ------- | ------------- | -------------- | ------------------------- |
| 20 May  | Barcelona     | España         | Palau Sant Jordi          |
| 22 May  | Madrid        | España         | Estadio La Peineta        |
| 25 May  | Erfurt        | Germany        | Steigerwaldstadium        |
| 28 May  | Vienna        | Austria        | Ernst Happel Stadion      |
| 30 May  | Gelsenkirchen | Germany        | Arena Auf Schalke         |
| 1 June  | Mannheim      | Germany        | Maimarktgelände           |
| 3 June  | Ámsterdam     | Netherlands    | Amsterdam ArenA           |
| 6 June  | Bremen        | Germany        | Weserstadion              |
| 8 June  | Ostend        | Belgium        | Wellington race track     |
| 11 June | Zúrich        | Switzerland    | Letzigrund                |
| 13 June | Múnich        | Germany        | Estadio Olímpico          |
| 14 June | Imola         | Italia         | Heineken Jammin' Festival |
| 17 June | Kiel          | Germany        | Ostsee Hall               |
| 20 June | Dublín        | Ireland        | Landsdowne Road           |
| 22 June | Glasgow       | United Kingdom | Ibrox Stadium             |
| 24 June | Wolverhampton | United Kingdom | Molineux Stadium          |
| 26 June | Mánchester    | United Kingdom | Old Trafford              |
| 28 June | London        | United Kingdom | Hyde Park                 |

### Parte 4: Norteamérica 2003
| Date     | City             | Country        | Venue                           |
| -------- | ---------------- | -------------- | ------------------------------- |
| 11 July  | Tinley Park      | Estados Unidos | Tweeter                         |
| 12 July  | East Troy        | Estados Unidos | Alpine Valley Music Theatre     |
| 15 July  | Minneapolis      | Estados Unidos | Target Center                   |
| 17 July  | Toronto          | Canadá         | Molson Amphitheatre             |
| 19 July  | Detroit          | Estados Unidos | Comerica Park                   |
| 22 July  | Foxboro          | Estados Unidos | Gillette Stadium                |
| 24 July  | Pittsburgh       | Estados Unidos | Post-Gazette Pavilion           |
| 26 July  | Filadelfia       | Estados Unidos | Veterans Stadium                |
| 27 July  | Bristow          | Estados Unidos | Nissan Pavilion                 |
| 29 July  | Columbus         | Estados Unidos | Germain Amphitheatre            |
| 30 July  | Indianapolis     | Estados Unidos | Verizon Wireless Music Center   |
| 1 August | Cincinnati       | Estados Unidos | Riverbend Music Center          |
| 3 August | Saratoga Springs | Estados Unidos | Saratoga Performing Arts Center |
| 4 August | Hartford         | Estados Unidos | Meadows Music Theater           |
| 7 August | East Rutherford  | Estados Unidos | Giants Stadium                  |
| 8 August | East Rutherford  | Estados Unidos | Giants Stadium                  |